# Eusebios av Nikomedia
Eusebios av Nikomedia var biskop av Berytus (dagens Beirut) i Fenicien och senare av Nikomedia och slutligen patriark av Konstantinopel från 338 och till sin död år 342. Han var den som döpte Konstantin den store.
Eusebios var en avlägsen släkting till kejsar Konstantin och dennes familj och hade honom att tacka för sin bortflyttning från ett ganska obetydlig stift till det viktigaste biskopssätet. Även den stora makt han utövade inom Kyrkan erhöll han av Konstantin. Med undantag för en kort period hade Eusebios fullt förtroende både hos Konstantin och Konstantin II och var handledare för den siste kejsaren, Julianus Apostata, och det var han som döpte Konstantin den store i maj 337. Under Eusebios tid blev arianismen mer populär bland medlemmarna av kungafamiljen och det är logiskt att säga att Eusebios hade en stor hand i godtagandet av arianismen i Konstantins hushåll.
Liksom Arius var Eusebios en av Lukianos av Antiochias elever och det är troligt att han delade åsikter med Arius ända från början. Han var nämligen en av Arius mest hängivna anhängare och senare även ledare för arianerna.
Eusebios var mer en politiker än något annat. Han kunde förflytta och landsförvisa tre av arianismens främsta motståndare som åtog sig det Första konciliet i Nicaea: Eustathius av Antiochia år 330, Athanasios av Alexandria år 335 och Marcellus av Ancyra år 336. Detta var ingen liten bedrift eftersom Athanasios betraktades som en "Gudsman" av Konstantin och både Eustathius och Athanasios innehade höga positioner inom Kyrkan.
Eusebios dog år 342. Han var så inflytelserik att Konstantin II följde hans och Eudoxus av Konstantinopels råd att försöka konvertera romarriket till arianismen genom att skapa arianska råd och officiella arianska doktriner.